# 文山佛肚苣苔
文山佛肚苣苔（学名：Oreocharis rosthornii var. wenshanensis）为苦苣苔科马铃苣苔属下的一个变种。